# Янквиц
Янквиц (пол. Jankwicz, читается как Янквич) — дворянский род.
Потомство славного героя из Любека Янквица, получившего в 1012 году от короля польского, Болеслава Храброго, привилегию на дворянское достоинство.
Происшедший из этого рода Фридрих Янквиц, в 1550 году был генералом польских войск; потомки его служили в войсках польских, шведских, цесарских и прусских, в знатных чинах, а Рейнгольд Иванович Янквиц в начале XIX века служил в Санкт-Петербургском ополчении субалтерн-офицером.

## Описание герба
В лазоревом щите серебряная подкова шипами обращённая вниз. Внутри неё золотой мальтийский крест.
Щит увенчан дворянским коронованным шлемом. Нашлемник: золотое орлиное крыло. Намёт: справа лазоревый с серебром, слева лазоревый с золотом.